# Bruno Martella
Bruno Martella (Atri, 14 agosto 1992) è un calciatore italiano, difensore o centrocampista della Ternana.

## Caratteristiche tecniche
Terzino sinistro, dotato di buona corsa, tecnica e resistenza fisica, può giocare anche nel ruolo di esterno di centrocampo, molto abile nell'effettuare tiri dalla lunga distanza ed assist per i compagni, oltre a essere un buon crossatore.

## Carriera
Inizia la carriera nelle giovanili del Pescara. Nel giugno 2010 la Sampdoria decide di acquisirlo in comproprietà, dandogli la possibilità di maturare ma durante il primo allenamento con la prima squadra  seguono due esperienze in prestito, prima al Perugia e poi l'ottima annata 2013-2014 in Prima Divisione al Pisa.
Il 7 luglio 2014 viene acquistato dal Crotone per 150.000 euro, club con il quale al termine della stagione 2015-2016 ottiene la promozione in Serie A venendo inserito nella Top XI della Serie B. 
Ha esordito in massima categoria il 21 agosto 2016, nella partita Bologna-Crotone (1-0) e segna la sua prima rete nella massima serie il 15 ottobre 2017 nel pareggio contro il Torino (2-2). In Serie A ottiene una salvezza storica alla prima stagione, per poi retrocedere l'anno successivo. In Serie A in maglia rossoblù ha ottenuto 60 presenze.
Il 1º luglio rinnova col Crotone firmando un contratto quadriennale, ma durante il campionato di Serie B con l'approdo di Massimo Oddo in panchina perde il posto da titolare.
Il 31 gennaio 2019 nell'ultimo giorno del calcio-mercato invernale, passa in prestito con obbligo di riscatto al Brescia lasciando il club calabrese dopo 154 presenze e 9 gol complessivi. Segna la sua prima rete con la maglia delle rondinelle il 30 marzo successivo nella vittoria per 2-1 in casa contro il Foggia. Si ripete tre giorni dopo nel 2-2 in trasferta con il Verona segnando su calcio piazzato. Il 1º maggio 2019, con la vittoria per 1-0 in casa contro l'Ascoli, conquista matematicamente la promozione in Serie A.
A fine stagione il Brescia riscatta il calciatore per 800.000 euro, facendogli poi firmare un contratto fino al 30 giugno 2022.
In Serie A è titolare e colleziona 34 presenze ma il club lombardo a fine anno retrocederà in Serie B. 
Nel campionato di Serie B 2020-2021 colleziona 34 presenze.
Il 22 agosto 2021 viene ceduto a titolo definitivo alla Ternana, con il quale firma un contratto triennale. Il club rossoverde versa nelle casse lombarde la cifra di 800.000 euro per il cartellino del calciatore. Il 26 settembre segna la prima rete con gli umbri, decisiva per il successo sulla SPAL..
Dopo 52 presenze e due reti realizzate viene ceduto, il 31 luglio 2023 alla Feralpi Salò, neopromossa in Serie B con la formula del prestito con diritto di riscatto fissato a 400.000€.Il 27 gennaio 2024 segna il suo primo gol con la sua nuova squadra nel rotondo successo per 5-1 contro il Lecco. A fine anno con la squadra retrocessa in Serie C non viene riscattato facendo ritorno a Terni nel frattempo retrocessa nella medesima Serie.

## Statistiche

### Presenze e reti nei club
Statistiche aggiornate al 9 agosto 2025.
| Stagione         | Squadra          | Campionato       | Campionato | Campionato | Coppe nazionali | Coppe nazionali | Coppe nazionali | Coppe continentali | Coppe continentali | Coppe continentali | Altre coppe | Altre coppe | Altre coppe | Totale | Totale |
| Stagione         | Squadra          | Comp             | Pres       | Reti       | Comp            | Pres            | Reti            | Comp               | Pres               | Reti               | Comp        | Pres        | Reti        | Pres   | Reti   |
| ---------------- | ---------------- | ---------------- | ---------- | ---------- | --------------- | --------------- | --------------- | ------------------ | ------------------ | ------------------ | ----------- | ----------- | ----------- | ------ | ------ |
| 2011-gen. 2012   | Pescara          | B                | -          | -          | CI              | -               | -               | -                  | -                  | -                  | -           | -           | -           | 0      | 0      |
| gen.-giu. 2012   | Viareggio        | 1D               | 8+2        | 0          | CI-LP           | -               | -               | -                  | -                  | -                  | -           | -           | -           | 10     | 0      |
| 2012-gen. 2013   | Perugia          | 1D               | 9          | 0          | CI+CI-LP        | 0+1             | 0               | -                  | -                  | -                  | -           | -           | -           | 10     | 0      |
| gen.-giu. 2013   | Viareggio        | 1D               | 12         | 1          | CI              | 4               | 1               | -                  | -                  | -                  | -           | -           | -           | 16     | 2      |
| Totale Viareggio | Totale Viareggio | Totale Viareggio | 20+2       | 1          |                 | 4               | 1               |                    | -                  | -                  |             | -           | -           | 26     | 2      |
| 2013-2014        | Pisa             | 1D               | 20+2       | 3+0        | CI+CI-LP        | 2+1             | 1+0             | -                  | -                  | -                  | -           | -           | -           | 25     | 4      |
| 2014-2015        | Crotone          | B                | 28         | 0          | CI              | 1               | 0               | -                  | -                  | -                  | -           | -           | -           | 29     | 0      |
| 2015-2016        | Crotone          | B                | 33         | 3          | CI              | 3               | 0               | -                  | -                  | -                  | -           | -           | -           | 36     | 3      |
| 2016-2017        | Crotone          | A                | 29         | 0          | CI              | 0               | 0               | -                  | -                  | -                  | -           | -           | -           | 29     | 0      |
| 2017-2018        | Crotone          | A                | 30         | 1          | CI              | 2               | 0               | -                  | -                  | -                  | -           | -           | -           | 32     | 1      |
| 2018-gen. 2019   | Crotone          | B                | 15         | 0          | CI              | 2               | 0               | -                  | -                  | -                  | -           | -           | -           | 17     | 0      |
| Totale Crotone   | Totale Crotone   | Totale Crotone   | 135        | 4          |                 | 8               | 0               |                    | -                  | -                  |             | -           | -           | 143    | 4      |
| feb.-giu. 2019   | Brescia          | B                | 10         | 2          | CI              | -               | -               | -                  | -                  | -                  | -           | -           | -           | 10     | 2      |
| 2019-2020        | Brescia          | A                | 24         | 0          | CI              | 0               | 0               | -                  | -                  | -                  | -           | -           | -           | 24     | 0      |
| 2020-2021        | Brescia          | B                | 34+1       | 0          | CI              | -               | -               | -                  | -                  | -                  | -           | -           | -           | 35     | 0      |
| Totale Brescia   | Totale Brescia   | Totale Brescia   | 68+1       | 2          |                 | 0               | 0               |                    | -                  | -                  |             | -           | -           | 69     | 2      |
| 2021-2022        | Ternana          | B                | 32         | 2          | CI              | 0               | 0               | -                  | -                  | -                  | -           | -           | -           | 32     | 2      |
| 2022-2023        | Ternana          | B                | 20         | 0          | CI              | 1               | 0               | -                  | -                  | -                  | -           | -           | -           | 21     | 0      |
| 2023-2024        | Feralpisalò      | B                | 29         | 1          | CI              | 2               | 0               | -                  | -                  | -                  | -           | -           | -           | 31     | 1      |
| 2024-2025        | Ternana          | C                | 28+5       | 0          | CI-C            | 1               | 0               | -                  | -                  | -                  | -           | -           | -           | 34     | 0      |
| 2025-2026        | Ternana          | C                | -          | -          | CI              | 1               | 0               | -                  | -                  | -                  | -           | -           | -           | 1      | 0      |
| Totale Ternana   | Totale Ternana   | Totale Ternana   | 80+5       | 2          |                 | 3               | 0               |                    | -                  | -                  |             | -           | -           | 88     | 2      |
| Totale carriera  | Totale carriera  | Totale carriera  | 361+10     | 13         |                 | 21              | 2               |                    | -                  | -                  |             | -           | -           | 392    | 15     |

## Palmarès

### Club

#### Competizioni nazionali
- Campionato italiano di Serie B: 1

Brescia: 2018-2019